# Kanovaren op de Olympische Zomerspelen 2016 – K-1 1000 meter mannen
De K-1 1000 meter mannen op de Olympische Zomerspelen 2016 vond plaats op maandag 15 en dinsdag 16 augustus 2016. Regerend olympisch kampioen was Eirik Verås Larsen uit Noorwegen, die in Rio de Janeiro zijn titel niet verdedigde. Er werden drie series geroeid, waarbij de beste vijf kanovaarders zich plaatsten voor de halve finales. De helft van de deelnemers aan die halve finale plaatsten zich voor de finale waarin de medailles werden verdeeld; de verliezers van de halve finale voeren een B-finale om de complete ranglijst op te stellen.

## Resultaten

### Series
De beste vijf kanoërs van elke serie plaatsten zich voor de halve finale, plus de beste nummer zes. De overige deelnemers waren uitgeschakeld.

#### Serie 1
| rang | naam                | land        | tijd     |   |
| ---- | ------------------- | ----------- | -------- | - |
| 1    | René Holten Poulsen | Denemarken  | 3:35.722 | Q |
| 2    | Peter Gelle         | Slowakije   | 3:36.342 | Q |
| 3    | Adam van Koeverden  | Canada      | 3:37.212 | Q |
| 4    | Rafał Rosolski      | Polen       | 3:37.700 | Q |
| 5    | Bálint Kopasz       | Hongarije   | 3:38.011 | Q |
| 6    | Miroslav Kirtsjev   | Bulgarije   | 3:39.363 |   |
| 7    | Fabio Wyss          | Zwitserland | 3:41.985 |   |

#### Serie 2
| rang | naam              | land       | tijd     |   |
| ---- | ----------------- | ---------- | -------- | - |
| 3    | Cyrille Carré     | Frankrijk  | 3:35.342 | Q |
| 2    | Murray Stewart    | Australië  | 3:36.210 | Q |
| 1    | Josef Dostál      | Tsjechië   | 3:36.322 | Q |
| 4    | Dejan Pajić       | Servië     | 3:36.884 | Q |
| 5    | Roman Anosjkin    | Rusland    | 3:37.296 | Q |
| 6    | Alberto Ricchetti | Italië     | 3:37.610 |   |
| 7    | Ilja Golendov     | Kazachstan | 3:37.953 |   |

#### Serie 3
| rang | naam               | land          | tijd     |   |
| ---- | ------------------ | ------------- | -------- | - |
| 1    | Fernando Pimenta   | Portugal      | 3:33.140 | Q |
| 2    | Max Hoff           | Duitsland     | 3:33.585 | Q |
| 3    | Marcus Walz        | Spanje        | 3:33.786 | Q |
| 4    | Aleksej Motsjalov  | Oezbekistan   | 3:34.469 | Q |
| 5    | Artuur Peters      | België        | 3:34.781 | Q |
| 6    | Mohamed Ali Mrabet | Tunesië       | 3:35.084 | Q |
| 7    | Marty McDowell     | Nieuw-Zeeland | 3:39.588 |   |

### Halve finales
De beste vier kanoërs plaatsten zich voor de A-finale; de overige deelnemers gingen door naar de B-finale.

#### Halve finale 1
| rang | naam                | land       | tijd     |   |
| ---- | ------------------- | ---------- | -------- | - |
| 1    | Murray Stewart      | Australië  | 3:32.602 | Q |
| 2    | Fernando Pimenta    | Portugal   | 3:33.420 | Q |
| 3    | Marcus Walz         | Spanje     | 3:33.781 | Q |
| 4    | René Holten Poulsen | Denemarken | 3:34.344 | Q |
| 5    | Bálint Kopasz       | Hongarije  | 3:34.772 | B |
| 6    | Adam van Koeverden  | Canada     | 3:36.230 | B |
| 7    | Artuur Peters       | België     | 3:37.586 | B |
| 8    | Dejan Pajić         | Servië     | 3:48.158 | B |

#### Halve finale 2
| rang | naam               | land        | tijd     |   |
| ---- | ------------------ | ----------- | -------- | - |
| 1    | Roman Anosjkin     | Rusland     | 3:34.833 | Q |
| 2    | Max Hoff           | Duitsland   | 3:36.136 | Q |
| 3    | Peter Gelle        | Slowakije   | 3:36.193 | Q |
| 4    | Josef Dostál       | Tsjechië    | 3:36.384 | Q |
| 5    | Aleksej Motsjalov  | Oezbekistan | 3:36.968 | B |
| 6    | Cyrille Carré      | Frankrijk   | 3:38.115 | B |
| 7    | Rafał Rosolski     | Polen       | 3:38.379 | B |
| 8    | Mohamed Ali Mrabet | Tunesië     | 3:43.145 | B |

### Finales

#### Finale B
| rang | naam               | land        | tijd     |  |
| ---- | ------------------ | ----------- | -------- |  |
| 9    | Adam van Koeverden | Canada      | 3:31.872 |  |
| 10   | Bálint Kopasz      | Hongarije   | 3:32.392 |  |
| 11   | Artuur Peters      | België      | 3:33.521 |  |
| 12   | Aleksej Motsjalov  | Oezbekistan | 3:34.807 |  |
| 13   | Cyrille Carré      | Frankrijk   | 3:36.606 |  |
| 14   | Rafał Rosolski     | Polen       | 3:39.021 |  |
| 15   | Dejan Pajić        | Servië      | 3:40.502 |  |
| 16   | Mohamed Ali Mrabet | Tunesië     | 3:45.122 |  |

#### Finale A
| rang   | naam                | land       | tijd     |  |
| ------ | ------------------- | ---------- | -------- |  |
| Goud   | Marcus Walz         | Spanje     | 3:31.447 |  |
| Zilver | Josef Dostál        | Tsjechië   | 3:32.145 |  |
| Brons  | Roman Anosjkin      | Rusland    | 3:33.363 |  |
| 4      | Murray Stewart      | Australië  | 3:33.741 |  |
| 5      | Fernando Pimenta    | Portugal   | 3:35.349 |  |
| 6      | René Holten Poulsen | Denemarken | 3:36.840 |  |
| 7      | Max Hoff            | Duitsland  | 3:37.581 |  |
| 8      | Peter Gelle         | Slowakije  | 3:40.691 |  |